# Pollia
Pollia es un género de plantas con flores de la familia Commelinaceae. Natural de las regiones  tropicales, subtropicales y templadas del globo.  Comprende 41 especies descritas y de estas, solo 22 aceptadas.

## Descripción
Son plantas herbáceas, perennes, con un rizoma grande horizontal y tallos erectos o ascendentes. Las hojas son alternas y la flores de color blanco, azul, púrpura o verdoso dispuestas en inflorescencias terminales. El fruto es indehiscente y globoso.

## Taxonomía
El género fue descrito por Carl Peter Thunberg y publicado en Nova Genera Plantarum 1: 11. 1781[1781]. La especie tipo es: Pollia japonica

## Especies seleccionadas
Algunas de las especies del género son:
- Pollia aclisiana
- Pollia americana
- Pollia bambusifolia
- Pollia bracteata
- Pollia japonica